# ووكر أو. كين
ووكر أو. كين (بالإنجليزية: Walker O. Cain)‏ هو مهندس معماري أمريكي، ولد في 1915 في كليفلاند في الولايات المتحدة، وتوفي في 1 يونيو 1993 في نيويورك في الولايات المتحدة.